# 곤노 아키쓰구
곤노 아키쓰구(일본어: 金野 昭次, こんの あきつぐ, 1944년 9월 1일~2019년 9월 5일)는 일본의 스키점프 선수이다. 1972년 동계 올림픽 노멀힐 개인전에서 은메달을 획득했다.

## 경력
삿포로시 니시구에서 태어났으며, 소학교 3학년 때 스키점프를 시작했다. 홋카이 고등학교를 졸업하고 니혼 대학에 진학했으며, 대학 스키부 감독 야기 유시로의 지도를 받았다. 대학 졸업 후에는 홋카이도척식은행에 실업 선수로 입사했다.
1968년 2월 프랑스 그르노블에서 열린 1968년 동계 올림픽에서 일본 국가대표로 참가했으며, 노멀힐 개인전(70m급)에서 24위, 라지힐 개인전(90m급)에서 20위에 머물렀다. 4년 뒤 삿포로 올림픽 개최가 예정됐던 일본은 이 대회에 당시 역대 최대 규모인 62명의 선수단을 파견했으나 메달은커녕 모든 종목에서 6위 이내에 오르지 못했다.
1972년 고향인 삿포로에서 열린 1972년 동계 올림픽에 참가했으며, 노멀힐 개인전에서 은메달을 획득하였다. 이로 인해 당시 금메달을 획득한 가사야 유키오와 동메달을 획득한 아오치 세이지와 함께 일본 선수 3명이 시상대를 독점하게 되었다. 라지힐에서는 12위를 기록했다.
1976년 인스브루크에서 열린 1976년 동계 올림픽 일본 예비 국가대표로 발탁되었으나 최종 명단에는 포함되지 않았다. 이후 현역에서 은퇴했으며, 소속팀인 홋카이도척식은행 영업 사원이 되었다.
이후 1998년 일본 나가노에서 열린 1998년 동계 올림픽 성화 봉송에 참여하여 1월 6일 삿포로에서 시작한 동일본 성화 봉송의 첫 주자를 맡았다. 올림픽 개막식에서는 이가야 지하루, 가사야 유키오, 기타자와 요시히로, 나가쿠보 하쓰에, 오타카 유코, 하시모토 세이코, 야마모토 히로미와 함께 올림픽기를 들고 입장했다.
2019년 9월 5일 하인두암으로 홋카이도 삿포로시의 병원에서 75세의 나이로 사망했다.